# ノルウォゴニン
ノルウォゴニン(英: norwogonin)はフラボノイドのひとつで、フラボン骨格の5位7位8位に水酸基が結合した化合物。日本のタツナミソウや海外の Baikal skullcap などタツナミソウ属のいくつかの植物に含まれるファイトケミカルのひとつである。
ノルウォゴニンは、BDNFの受容体であるTrkB(Tropomyosin receptor kinase B)受容体のアゴニストとして作用することが分かっており、TrkBアゴニストとして有名な 7,8-Dihydroxyflavone (7,8-DHF)と同様の作用をもつ可能性があると考えられる。